# 須藤健
須藤 健（すどう けん、1916年1月25日 - 1992年11月5日）は、日本の俳優。東京市麻布区生まれ。本名：須藤 健二郎（すどう けんじろう）。妻はヌードダンサーの曉竜子。姪は元舞台女優の麻耶あけみ。俳優の長門勇はあけみの夫。

## 人物
早稲田実業学校卒業。
1934年、劇団テアトル・アンチーム入団。1935年、劇団スタジオ東京入団。1939年、古川緑波一座入座。その後、応招を受け、1943年に復帰し東宝劇団に入団。劇団東京、創作座、バラ座、ムーランルージュ新宿座などで活動。1950年『大利根の夜霧』で映画デビュー。1954年に東映に入社。1962年、佐伯徹、長門勇らとともに西岡プロの発足に参加。
1992年11月5日、心筋梗塞のため、東京都港区の病院で死去。

## 出演

### 映画
- 大利根の夜霧 （1950年、綜芸プロ）
- 警視庁物語 逃亡五分前 （1956年、東映） - 鑑識課長
- 警視庁物語 魔の最終列車（1956年、東映） - 鑑識課長
- 警視庁物語 追跡七十三時間（1956年、東映） - 林刑事
- 警視庁物語 白昼魔（1957年、東映） - 林刑事
- 警視庁物語 魔の伝言板（1958年、東映） - 赤羽署捜査係刑事
- 警視庁物語 108号車（1959年、東映） - 渡辺刑事
- 警視庁物語 遺留品なし（1959年、東映） - 渡辺刑事
- 警視庁物語 深夜便130列車（1959年、東映） - 渡辺刑事
- 警視庁物語 血液型の秘密（1960年、東映） - 渡辺刑事
- 警視庁物語 聞き込み（1960年、東映） - 渡辺刑事
- 警視庁物語 不在証明（1961年、東映） - 渡辺刑事
- 警視庁物語 十五才の女（1961年、東映） - 渡辺刑事
- 警視庁物語 12人の刑事（1961年、東映） - 渡辺刑事
- 警視庁物語 謎の赤電話（1962年、東映） - 渡辺刑事
- 警視庁物語 19号埋立地（1962年、東映） - 渡辺刑事
- 警視庁物語 ウラ付け捜査（1963年、東映） - 渡辺刑事
- 警視庁物語 全国縦断捜査（1963年、東映） - 渡辺刑事
- 警視庁物語 十代の足どり（1963年、東映） - 渡辺刑事
- 警視庁物語 自供（1964年、東映） - 渡辺刑事
- 警視庁物語 行方不明（1964年、東映） - 渡辺刑事
- 花笠若衆 （1958年、東映） - 永山三蔵
- 遊星王子 （1959年、東映） - 向井
- 高度7000米 恐怖の四時間 （1959年、東映） - 乗務員監督
- 風来坊探偵シリーズ （1961年、ニュー東映） 
  - 風来坊探偵 赤い谷の惨劇 - 鬼頭大作
  - 風来坊探偵 岬を渡る黒い風 - 多々良大造
- 宇宙快速船 （1961年、ニュー東映） - 三宅幕僚長
- 君たちがいて僕がいた （1964、東映) - 田中大造

### テレビドラマ
- 大河ドラマ（NHK）
  - 花の生涯（1963年） - 勝又十四郎
  - 赤穂浪士（1964年） - 進藤源四郎
  - 春の坂道（1971年）  - 原三郎左
  - 山河燃ゆ（1984年） - 小磯国昭
- 鉄道公安36号（1963年 - 1967年、NET）- 高木公安主任
- 特別機動捜査隊（NET / 東映）
  - 第314話「アイデア夫人の場合」（1967年11月1日） - 岡
  - 第338話「狂った季節」（1968年4月17日） - 渡辺
  - 第368話「武蔵野心中」（1968年11月13日） - 東小路
  - 第427話「日本人」（1970年1月7日） - 村岡
  - 第483話「俺は三船刑事だ」（1971年2月3日） - 仙川
  - 第485話「蒸気機関車と女」（1971年2月17日） - 大日方
  - 第529話「日本の悲劇」（1971年12月22日） - 池辺
  - 第540話「夜の誘惑者」（1972年3月8日） - 戸崎
  - 第588話「南海の復讐」（1973年2月7日） - 芦川
  - 第592話「霧の中の焼死体」（1973年3月7日） - 唐沢
  - 第609話「子は誰がために泣く」（1973年7月4日） - 八木沢
  - 第641話「裸の街・東京」（1974年2月13日） - 上条
  - 第664話「女の罠」（1974年7月24日） - 修一郎
  - 第721話「続・刑事はつらいよ」（1975年9月3日） - 南雲
  - 第797話「わが青春の輝ける日」（1977年3月2日） - 加納裕介
- キイハンター　第7話 「ギャング同盟」（1968年、TBS）
- フラワーアクション009ノ1 第6話「宇宙ロケットを奪回せよ」（1969年、CX） - 敵のボス
- 鬼平犯科帳（NET / 東宝）
  - 第1シリーズ 第30話「盗法秘伝」（1970年） - 鬼頭監物
  - 第2シリーズ 第22話「殺しの掟」（1971年） - 伊勢屋勝五郎
- 水戸黄門（TBS / C.A.L）
  - 第1部 第24話「謎の死紋 -亀田-」（1970年1月12日） - 松島右近
  - 第2部 第3話「暁の乱斗 -福島-」（1971年10月12日） - 松原軍太夫
  - 第4部 第3話「黄金の誘惑 -白石-」（1973年7月16日） - 綱木頼母
  - 第5部 第11話「弥七の幽霊 -福知山-」（1974年6月10日） - 赤鬼東兵衛
  - 第8部 第27話「熱湯に浸った悪い奴 -別府-」（1978年1月16日） - 叶屋重造
  - 第9部 第12話「名工二代輪島塗り -輪島-」（1978年11月13日） - 湊屋伊兵衛
  - 第10部
    - 第12話「身ぐるみ剥れた御老公 -津-」（1979年10月29日） - 三崎屋宗兵衛
    - 第21話「じゃじゃ馬娘はお医者様 -岩村-」（1980年1月7日） - 水口道庵

  - 第12部 第11話「献上塩昆布にかけた意地 -大坂-」（1981年11月9日） - 才田屋彦兵衛
  - 第13部 第14話「暖簾を救った身代り女房 -堺-」（1983年1月17日） - 和泉屋
  - 第14部
    - 第4話「わがまま姑の嫁いびり -白石-」（1983年11月21日） - 白石屋五兵衛
    - 第12話「偽黄門の悪退治 -大館-」（1984年1月16日） - 大渕屋

  - 第16部 第12話「浪速男のド根性 -大坂-」（1986年7月7日） - 北見屋
  - 第19部 第18話「盗まれた御印籠 -大聖寺-」（1990年1月29日） - 九越屋
- 大江戸捜査網（12ch / 三船プロ）
  - 第87話「殺し屋がやってきた！」（1972年） - 大口屋金兵衛
  - 第94話「恐怖の街の暴れん坊」（1973年） - 桑原典膳
  - 第126話「十手と十字架」（1974年） - 伊丹屋
  - 第233話「恋に舞う非情の掟」（1976年） - 越中屋
  - 第264話「囚人強奪の罠」(1976年) - 秋葉屋喜久蔵
  - 第291話「いのち笛を吹く殺し屋」（1977年） - 越前屋仁兵衛
  - 第301話「壮烈!首領暁に死す」（1977年） - 大黒屋
  - 第310話「遊女流転! 女義賊の謎」（1977年） - 巴屋
  - 第345話「やくざ同心 怒りの復讐」（1978年） - 鳴海屋
  - 第389話「尼僧が秘めた仇討ち七変化」（1979年） - 木曾屋
  - 第420話「十手に賭けた涙の離縁状」（1979年） - 三崎屋市兵衛
  - 第477話「美人絵に秘めた女地獄の謎」（1981年） - 大津屋
- 荒野の用心棒（NET / 三船プロ）
  - 第22話「謎の密輸地帯に潜入して…」（1973年8月28日） - 唐金屋久太夫
  - 第36話「死の廃坑に地獄火が吠えて…」（1973年12月4日） - 加納屋文治

- 桃太郎侍（NTV / 東映）
  - 第6話「お鶴が渡る隅田川」（1976年） - 丹波屋久五郎
  - 第41話「怒りの刃を振り上げろ」（1977年） - 武蔵屋
- 非情のライセンス 第2シリーズ  第112話「島原哀歌」（1976年、NET / 東映） - 津川万作
- 遠山の金さん 杉良太郎版 第1シリーズ （NET/東映）
  - 第38話「消えた姫君を追え!」(1976年) -三太夫
  - 第55話「背信」（1976年）-  大門屋弥兵衛
  - 第78話「怨念の刃がとんだ」（1977年）- 木曾屋嘉平
- 伝七捕物帳 第117話「紫房の十手が許さねえ！」（1976年、NTV） - 丸一屋
- 大岡越前 第5部 第14話 「将軍様の人情裁き」（1978年、TBS / C.A.L） - 牧野左兵衛
- 必殺シリーズ（ABC / 松竹） 
  - 新・必殺仕置人
    - 第23話「訴訟無用」（1977年6月24日）- 善兵ヱ

  - 江戸プロフェッショナル・必殺商売人
    - 第4話「お上が認めた商売人」（1978年3月10日） - 茶坊主　高山三山
    - 第19話「親にないしょの片道切符」（1978年6月30日） - 庄左エ門

  - 翔べ! 必殺うらごろし 第16話「病床で危篤の男が銭湯にいた!」（1979年） - 越後屋藤兵ヱ
  - 必殺仕事人
    - 第19話「仕事人が女に惚れて何故悪い?」（1979年） - 井筒屋吉兵ヱ
    - 第57話「逆さ技大どんでん崩し」（1980年） - 吾兵衛

  - 必殺仕事人V 第19話「加代、天才男と商売する」（1985年） - 宗久
- ジャッカー電撃隊（1977年） 第27話「独裁者の野望!!砕け!死の収容所」・第29話「行くぞ七変化!鉄の爪対ビッグワン」 - 藤田長官
- 消えた巨人軍（1978年、NTV） - 芦屋の旅館主人
- 暴れん坊将軍シリーズ（ANB / 東映）
  - 吉宗評判記 暴れん坊将軍
    - 第2話「素晴らしき藪医者」（1978年） - 十海屋島兵衛
    - 第22話「天下を支える友情」（1978年） - 丸屋喜平次
    - 第53話「からくち一番!母子酒」（1979年） - 上方屋吉兵衛

  - 暴れん坊将軍II
    - 第24話「おふう恋燈籠」（1983年） - 叶屋八右衛門
    - 第43話「鉄火意気地のおんな河岸」（1984年） - 浜屋重兵衛
    - 第76話「才蔵覚悟! 死者からの挑戦」（1984年） - 川崎屋伝兵衛
    - 第114話「花の吉原 人質新さん!」（1985年） - 佐兵衛

  - 暴れん坊将軍III
    - 第16話「三つ葉葵は地獄の紋章!?」（1988年） - 菱田屋金左衛門
    - 第32話「幽霊も泣きます! おんな坂」（1988年） - 相模屋伝兵衛
    - 第67話「まさか! 辰五郎が不倫!?」（1989年） - 木曽屋仁左衛門
    - 第92話「誰がために母は泣く!」（1989年） - 長崎屋伝兵衛
    - 第112話「秩父はたおり唄」（1990年） - 五左衛門

  - 暴れん坊将軍IV 第12話「女泣かせの憎いあいつ!」（1991年） - 関伯道
- 江戸の激斗（1979年） 第25話「風に舞う必殺四方剣」 - 稲葉主膳
- 長七郎天下ご免! 第14話「殴り込み!鉄火娘」（1980年、ANB / 東映） - 大国屋権太夫
- 江戸の朝焼け 第24話「風車の女」（1981年、フジテレビ） - 紅葉の丹兵衛
- ザ・ハングマン 第40話「トルコ風呂 密室殺人」（1981年、ABC / 松竹芸能） - 堀越大造（衆議員議員）
- 海にかける虹〜山本五十六と日本海軍（1983年、TX / 東映） - 大久保
- 西部警察 PART-III 第55話「80通の脅迫状」（1984年、ANB / 石原プロ） - 競馬会理事
- 続続・三匹が斬る! 第13話「尼寺騒動、今日も怒りの桜島」（1990年、ANB / 東映） - 十字屋

### 吹き替え
- シノーラ（ハーラン（ロバート・デュヴァル））

### ラジオドラマ
- チャッカリ夫人とウッカリ夫人（1953年） - 課長[7]